# Bolsa Família

Logotype du programme.

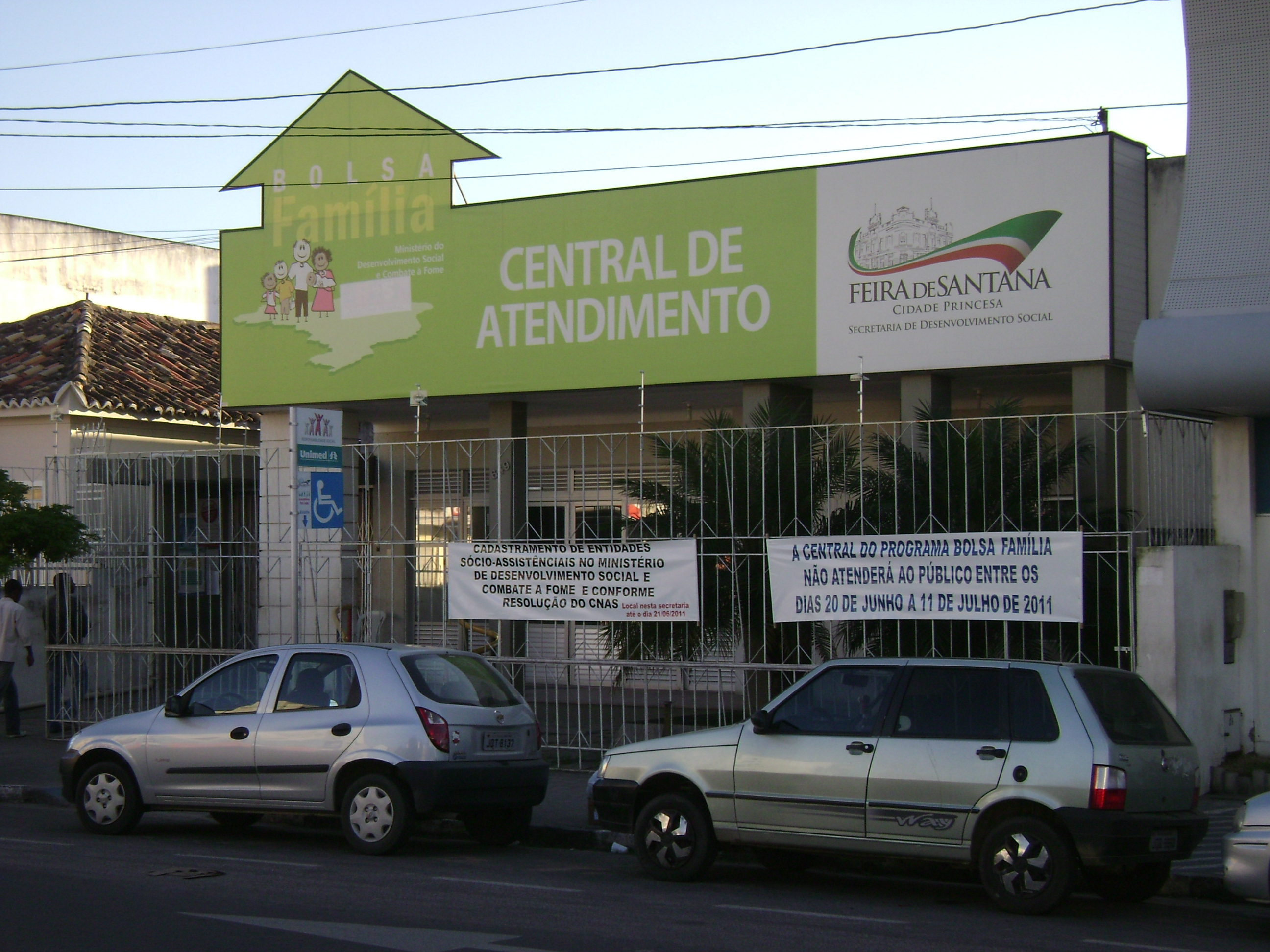
Centre d'attention aux bénéficiaires de la Bolsa Familia à Feira de Santana, Bahia.

Bolsa Família en français : « bourse familiale » est un programme social brésilien destiné à lutter contre la pauvreté et mis en place en 2003 pendant la première présidence de Luiz Inácio Lula da Silva. C'est un « programme conditionnel » dans lequel le versement d'aides est conditionné à certaines obligations d'éducation mais qui se rapproche néanmoins du concept de revenu de base.

## Genèse et principe
Il s'inspire du programme conditionnel mexicain Oportunidades (en) et est mis en place dans plusieurs pays d'Amérique latine ou à New York. Il reprend les fondements de programmes brésiliens proches (en particulier « Bolsa Escola », « Bolsa Alimentação », « Cartão Alimentação » et « Auxílio Gás »), instaurés pendant la présidence de Fernando Henrique Cardoso (1995-2003), en les fusionnant et les renforçant.
Le programme vise les familles aux revenus inférieurs à 120 réaux. Si les enfants de la famille sont scolarisés et suivent les programmes de vaccination obligatoires, la famille touche une aide mensuelle allant jusqu'à 200 réaux (62 € au 24 février 2014). En 2010, le programme couvre 11 millions de familles brésiliennes sur 54 millions, soit 20% des familles. Dans certains États comme Alagoas, plus de la moitié de la population dépend du système.
La logique de ces « programmes conditionnels » est de sortir ces familles de l'assistance voire de l'« assistanat », en s'assurant que les enfants soient mieux éduqués que leurs parents et puissent ainsi sortir de la pauvreté. Le programme a ainsi permis une augmentation du taux de scolarisation au Brésil, en particulier dans les États les plus pauvres.

## Pérennité
En 2015, la présidente Dilma Rousseff (dauphine et successeur de Lula) décide un virage austéritaire, mené par son ministre des Finances, Joaquim Levy, coupant dans les dépenses sociales, notamment celles consacrées au programme Bolsa Família.
En septembre 2016, le nouveau président Michel Temer propose une modification du programme social par laquelle cinq millions de personnes sont exclues. D'après les données de l'Institut brésilien de géographie et de statistiques, l’extrême pauvreté s'accroît de 11 % au cours de l'année 2017 tandis que les inégalités reprennent également leur progression (le coefficient de Gini passant de 0,555 à 0,567). La réduction du nombre de bénéficiaires de Bolsa Família décidée par le gouvernement en est la cause principale selon l'étude.
Il est remplacé en 2021, durant la présidence de Jair Bolsonaro par l'Auxilio Brasil puis relancé en 2023 par Lula, élu pour un second mandat en 2022.